# Dofteana
Dofteana là một xã thuộc hạt Bacău, România. Dân số thời điểm năm 2002 là 10922 người.